# Rio Corindiba
O Rio Corindiba é um rio brasileiro do estado do Espírito Santo. É um afluente do rio Benevente, apresenta 28 km de extensão e drena uma área de 103 km².
As nascentes do rio Corindiba localizam-se no distrito de Todos os Santos município de Guarapari, a uma altitude de aproximadamente 800 metros na serra Capixaba . No trecho entre a foz do córrego Independência e a foz do córrego São Miguel, o rio Corindiba serve de limite entre os municípios de Guarapari e Anchieta. Sua foz no rio Benevente situa-se no município de Anchieta, próximo à localidade de São Vicente de Jacutinga na comunidade de Jabaquara.

## Curiosidades
O rio Corindiba é dado em homenagem a uma árvore da região que tem esse mesmo nome, Corindiba, nesse local há , o famoso circuito, vale viver do corindiba que conta, com aproximadamente 20 propriedades, abrangendo as comunidades de Jaqueira, Duas Barras, Dois Irmãos, São Vicente de Jacutinga, São Miguel, São Feliz, Cabeça Quebrada e Olivânia. No trajeto de 12 Km, que é pavimentado, há uma diversidade de produtos. Logo no início do circuito, no portal que dá as boas vindas ao visitante localizado na BR101 no Posto Jaqueira, o turista encontra a Casa da Roça, local onde é possível adquirir o que é produzido na região.
Quem visitar o Circuito poderá conhecer a produção de alface hidropônico, da Familía Pin, no Sítio Sabiá. Você pode adquirir o  produto colhido na hora.
Há também propriedades que comercializam pães e biscoitos, água de coco em embalagens descartáveis, doces e compotas, artesanato, flores, cachaça e polpa de fruta. O turista pode conhecer o processo de produção e visitar ainda o cultivo nas propriedades. Lá existe, por enquanto, um único local para hospedagem, a Instância Recanto das Águas, comandado pela família Gaigher, que acolhe com muita hospitalidade os turistas.
Também é nesse circuito que encontramos a Escola Família Agrícola de Olivânia, um colégio de tempo integral que recebe os filhos de moradores da região e de outras regiões,um espaço de aprendizado,um espaço de aprendizado para ser levado por toda a vida, o local também tem vários atrativos turísticos como cachoeiras, poços naturais e piscinas que ajudam a embelezarem mais esse local.